# Плезант Гроув
Плезант Гроув (на английски: Pleasant Grove) е град в окръг Юта, щата Юта, САЩ. Плезант Гроув е с население от 29 376 жители (2005) и обща площ от 22,6 km². Намира се на 1409 m надморска височина. ЗИП кодът му е 84062, а телефонният му код е 385, 801.